# Против природе: Огледи о друштвеном конструисању идентитета
Против природе: огледи о друштвеном конструисању идентитета је стручна монографија аутора Џефри Викса (енгл. Jeffrey Weeks) објављена 2006. године. Српско издање објављено је 2015. године у издању издавачке куће Карпос из Лознице у преводу Горана Капетановића, Миљане Протић и Владимира Тодорића.

## Аутор књиге
Џефри Викс је историчар и социолог, рођен 1945. године у Велсу, Велика Британија. Био је дугогодишњи професор на универзитету South Bank у Лондону. Објавио је преко двадесет књига међу којима су Coming Out (1977), Sexuality and its Discontents (1985), Sex, Politics and Society (1989), Шта је историја сексуалности?

## О књизи
У књизи Против природе: огледи о друштвеном конструисању идентитета историчар Џефри Викс изнео је закључке својих истраживања о настанку и конструисању нових друштвених идентитета који су настали услед повећаног интересовања за сексуалност у раном капитализму, које је настала као потреба за већом контролом становништва. Из његовог рада проистиче да савремени историчар мора познавати бројне социолошке, филозофске, па чак и психоаналитичке школе, како би објаснио сложене друштвене односе и утицај идеја на друштвену и политичку стварност.